# Ernest Roume
Pour les articles homonymes, voir Roume.
Ernest Nestor Roume  (12 juillet 1858 à Marseille - 16 avril 1941) est un administrateur colonial français, ancien gouverneur général de l'Afrique-Occidentale française (AOF), en poste du 15 mars 1902 au 15 décembre 1907.

## Biographie

### Jeunesse et études
Il est élève à l'École polytechnique (1879).

### Parcours professionnel
Entré sur concours au Conseil d'État en 1884, il y est auditeur puis devient maître des requêtes en 1895.
- Maître de conférence
- Directeur du Commerce extérieur[1].
- Directeur des Affaires Asiatiques au Ministère des Colonies
- Missions aux États-Unis, en Angleterre, Belgique et Hollande[1].

### Afrique
En 1902, succédant à Noël Ballay, après un bref intérim de Pierre Capest, Ernest Roum est nommé Gouverneur général de l'Afrique-Occidentale française (AOF). Il est le premier à habiter le Palais du Gouverneur (actuellement le Palais de la République) de Dakar. Il déplace l'administration centrale de l'AOF de Saint-Louis à Dakar, mais le siège du gouvernement du Sénégal reste à Saint-Louis. C'est sous sa gouvernance que l'idée de la Fédération des colonies avec un budget centralisé et un gouverneur général fort prend tout son sens. Il obtient la première ligne de crédit allouée au développement économique des colonies. Surnommé l'architecte de l'AOF, il s'intéresse à la construction du réseau de chemin de fer.
L'année suivante, Ernest Roume entérine le choix de Koulouba par Edgard de Trentinian pour y édifier le siège du gouvernement du Soudan français (Mali).
Il remplace le « Service topographique » par le « Service géographique » de l'A.O.F
Il met en place le premier système scolaire de type public pour l’ensemble de l'AOF puis l'Afrique-Équatoriale française (AÉF) :
- L’école de village (ou école de premier degré) : niveaux C.P. et C.E., (langue française, hygiène et calcul)[1]
- L’école régionale : niveau C.M[1].
- L’école urbaine : programmes de la métropole sanctionnés par un diplôme, le Certificat d’Études primaires[1].
- Les écoles fédérales : forment les techniciens et cadres « auxiliaires »[1]

En 1904, il transforme l'escale de Thiès en une Commune Mixte de Premier Degré. Création du service zootechnique et des épizooties, chargés d’orienter et de coordonner les études d’ensemble ayant trait à l’élevage et à la pathologie du bétail.
En 1906, Roume crée le corps des aides médecins indigènes. Il refuse d'effectuer un recensement de l'A.O.F. selon les instructions reçues, car la méthode est impraticable : impossible de connaître toutes les races ou ethnies, ni les religions. Pour Roume, « race » et « tribu » sont deux choses différentes, et il ne faut pas que les recensements « portent les mêmes peuplades tantôt comme tribus, tantôt comme races »...
En 1907, il accepte de prendre Auguste Brunet comme Secrétaire général hors cadre, mais il précise : « Il doit être bien entendu qu'il n'exerce pas effectivement les positions de Secrétaire Général, et qu'en particulier, il n'a aucun droit à exercer éventuellement les fonctions de lieutenant-gouverneur intérimaire ». Il le recommande finalement pour une promotion.
En 1911, il tombe malade et rentre en France. C'est son protégé, William Ponty, qui lui succède.

### Indochine
En janvier 1914, il part pour l'Indochine dont, jusqu'en janvier 1917, il est gouverneur général. En 1916], il accorde les crédits nécessaires pour l'installation de la station d'altitude de Dankia à Dalat.
En 1923, il devient président du Crédit foncier de l'Indochine.

### Air France
- 1933-1935 : ancien président d'Air Orient, il devient président de la compagnie aérienne nationale Air France, qui avait été créée le 31 août 1933.

Dans les années 1930, Roume est membre du conseil d'administration de l'École libre des sciences politiques.

## Citations
« Tout l'enseignement de l'histoire et de la géographie doit tendre à montrer que la France est une nation riche, puissante, capable de se faire respecter, mais en même temps grande pour la noblesse des sentiments. »
« Considérons l'instruction comme chose précieuse qu'on ne distribue qu'à bon escient et limitons en les bienfaits à des bénéficiaires qualifiés. Choisissons nos élèves tout d'abord parmi les fils de chefs et les notables » ([1924).

## Académie
- Membre de l'Académie des sciences d'outre-mer
- Membre de la Société de géographie

## Distinctions
- Grand-Croix de la Légion d'honneur[4].

## Postérité
Un boulevard porte le nom d'Ernest Roume à Abidjan (Côte d'Ivoire). C'était le cas également d'une avenue à Dakar-Plateau – celle où se trouve le Palais du Gouvernement –, mais dans l'intervalle, elle a été rebaptisée du nom de Léopold Sédar Senghor.
En Guinée, une des trois principales îles des îles de Loos se nomme île de Roume.

## Écrits
- La Conquête des Colonies Allemandes, Bloud & Gay Éditeurs, Paris / Barcelone, 1917.